# 경주 희강왕릉
경주 희강왕릉(慶州 僖康王陵)은 대한민국 경상북도 경주시 내남면 망성리에 있는 신라의 왕실 무덤이다. 1971년 4월 28일 대한민국의 사적 제220호로 지정되었다.

## 개요
신라 43대 희강왕(836∼838)의 무덤이다. 그는 재위기간이 3년밖에 되지 않아 별다른 업적은 보이지 않는다. 『삼국사기』에 의하면 왕이 죽자 소산에 장사지냈다고 하나 그 지점은 알 수 없다.
지름 14m, 높이 3.4m의 이 무덤은 얕은 구릉의 중간 부분에 있으며, 흙을 쌓아 올린 둥근 무덤으로 높이에 비해 아랫부분이 넓은 편이다. 희강왕릉의 무덤이라고만 전해 내려오다가 조선 후기에 희강왕릉으로 지목하여 오늘에 이르렀다. 무덤은 크기만 클 뿐 일반 백성의 무덤과 비슷하며 특징은 없다.

## 현지 안내문
이 능은 신라 제43대 희강왕을 모신 곳이다. 얕은 구릉의 중간 부분에 있으며 바닥면이 남북방향으로 약간 경사져 있다. 이 능은 둘레 약 15m, 높이가 약 4.78m로 흙을 둥글게 쌓은 봉토분이며, 묘표석이 있다. 일반 무덤에 비해 조금 클 뿐 별다른 특징이 없다. 서쪽 사면으로는 전 민애왕릉이 위치해 있다.
희강왕은 원성왕의 증손자로서 흥덕왕이 자식 없이 죽자 조카로서 왕위다툼을 거쳐 즉위하였으나, 상대등 김명과 시중 이홍이 난을 일으키자 자진하였다. 삼국사기에는 "소산에 장사지냈다"고 기록되어 있다. 소산의 위치에 대해서는 아직까지 밝혀진 바가 없으며, 조선 후기에 희강왕릉으로 지목되어 오늘에 이르렀다.

## 같이 보기
- 희강왕

## 참고 자료
- 경주 희강왕릉 - 국가유산청 국가유산포털